# Forcipomyia bellerophon
Forcipomyia bellerophon är en tvåvingeart som beskrevs av Debenham och Wirth 1984. Forcipomyia bellerophon ingår i släktet Forcipomyia och familjen svidknott. Inga underarter finns listade i Catalogue of Life.